# Gijsbertus Craeyvanger
Gijsbertus Craeyvanger (Utrecht, gedoopt 21 oktober 1810 - aldaar, 17 juli 1895) was een Nederlands kunstschilder.

## Leven en werk
Gijsbertus Craeyvanger was zoon van de musicus Gerardus Craeyvanger en diens tweede vrouw Elisabeth Margaretha Swillens. Hij was de broer van Reinier Craeyvanger, die eveneens kunstschilder was. Hij studeerde aan de Rijksakademie voor Beeldende Kunsten te Amsterdam, onder andere bij Jan Willem Pieneman. Later gaf hij les aan de Tekenacademie in Utrecht en was hij de leermeester van Albert Neuhuys.
Craeyvanger schilderde vooral landschappen, vaak met gebouwen, beesten en figuren. Ook nam hij meermaals ruiters tot thema. Hij werkte regelmatig samen met Carel Jacobus Behr, voor wie hij figuren schilderde in diens landschappen. In 1895 overleed hij op 84-jarige leeftijd.
Werk van Craeyvanger bevindt zich onder andere in de collectie van het Rijksmuseum Amsterdam.

## Galerij

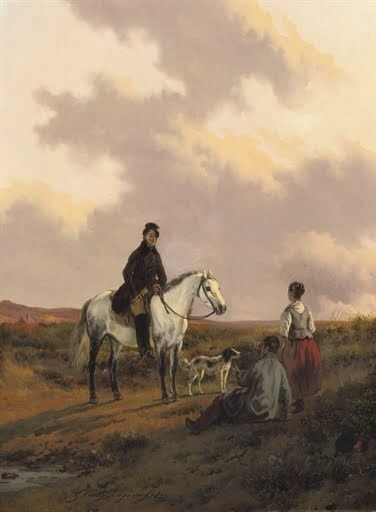
Een mooie jachtdag
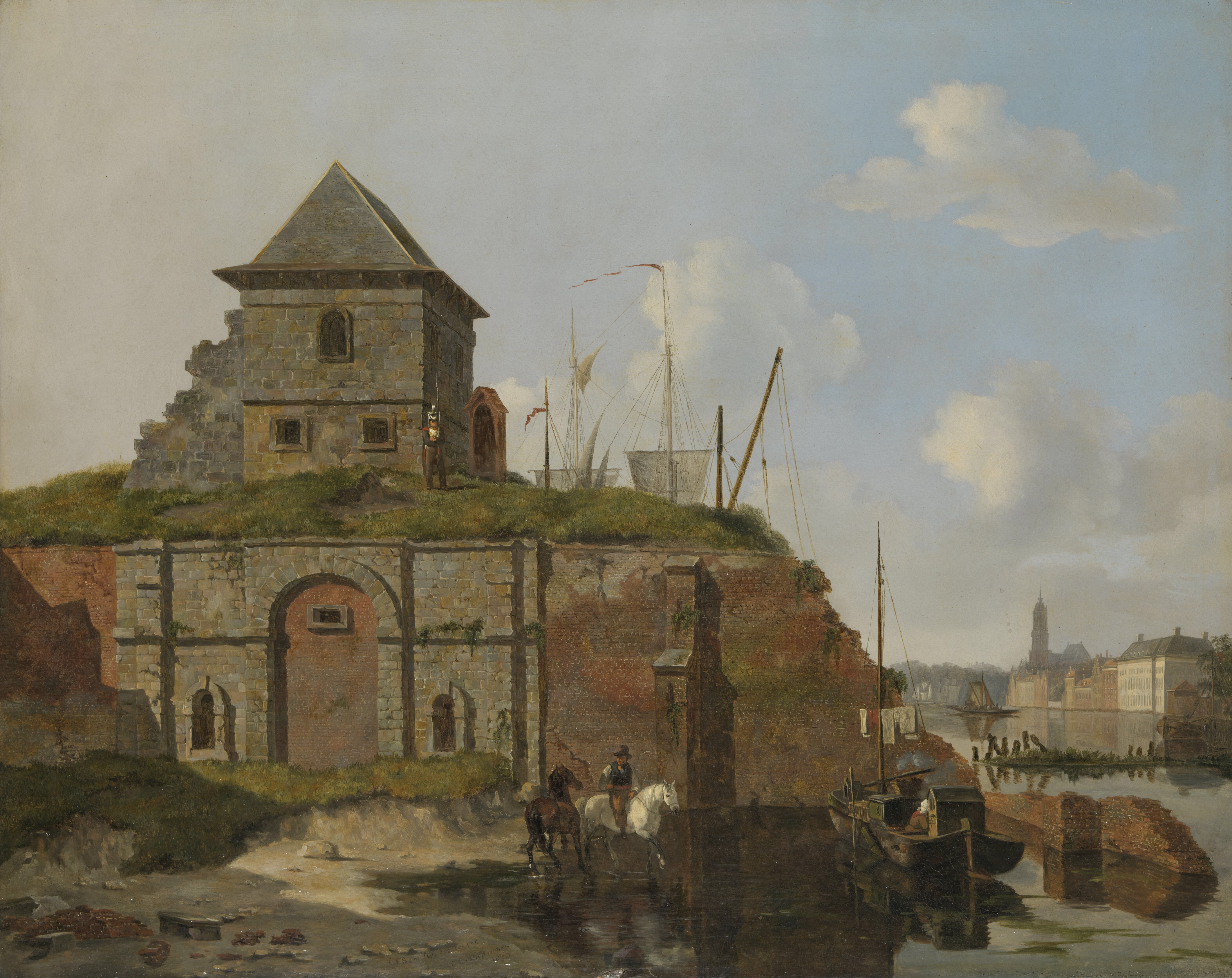
Stadswal met kruitmagazijn, coproductie van Behr en Craeyvanger, Rijksmuseum
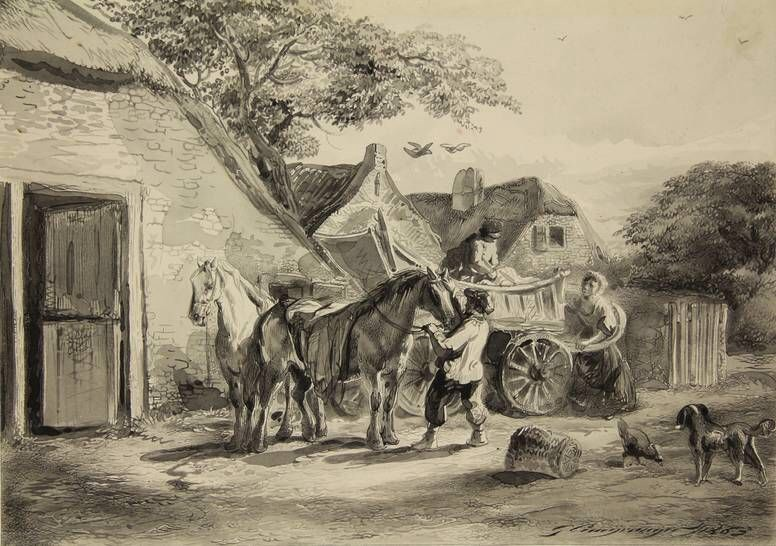
Tekening, zonder titel